# Pinduoduo
Pinduoduo Inc. (in cinese mandarino: 拼多多S, Pīn duōduōP) è la più grande piattaforma tecnologica incentrata sull'agricoltura in Cina. Appartiene alla holding PDD Holdings, che controlla anche la piattaforma di e-commerce Temu.

## Descrizione
La piattaforma di Pinduoduo collega agricoltori e distributori con i consumatori direttamente attraverso la sua esperienza di acquisto interattiva. Nel 2019 quasi 600 000 commercianti hanno venduto prodotti agricoli (frutta e verdura) con Pinduoduo, riforniti da circa 12 milioni di contadini. Ad agosto 2020 Pinduoduo si è impegnata a vendere prodotto agricoli per una somma di 145 miliardi di dollari all'anno entro il 2025.
L'azienda è stata pioniera in molti nuovi trend tra cui il social commerce e il consumer-to-manufacturer (C2M), che hanno rivoluzionato il commercio online in Cina.
Colin Zheng Huang, l'ingegnere informatico che ha fondato Pinduoduo (PDD) a Shanghai nel 2015, è stato posizionato al 21º posto tra le persone più ricche del mondo secondo Forbes nel 2021, terzo tra i cinesi.

## Sicurezza informatica
Secondo una ricerca sulla sicurezza informatica, l’app può aggirare i sistemi di sicurezza degli smartphone, monitorare l’attività di altre app, leggere messaggi privati e modificare le impostazioni. Nel 2020, la società ha creato un team di circa 100 sviluppatori per individuare le vulnerabilità nei telefoni Android, presumibilmente a scopo di lucro. Dopo che le prime segnalazioni di malware sono apparse alla fine di febbraio 2023, Pinduoduo ha rilasciato un aggiornamento a marzo che ha rimosso gli exploit. Nel marzo 2023, questa squadra è stata sciolta.